# Тріальний велосипед
Тріальний велосипед — це спеціалізований тип велосипеда, що призначений для тріалу — екстремального виду спорту, в якому учасники долають різноманітні природні та штучні перешкоди без торкання землі. Тріал-байк відрізняється від звичайного велосипеда своєю конструкцією, що дозволяє ефективно долати труднощі та маневрувати на обмежених просторах.

## Історія
Тріальний велосипед з'явився на початку 1970-х років як частина розвитку триал-спорту, що виник на основі мотоциклетного триалу. Ідея полягала в тому, щоб створити велосипед, здатний долати перешкоди та виконувати складні маневри на скелях, пеньках та інших природних бар'єрах. Вже в середині 1980-х років тріальний велосипед став популярним серед екстремальних спортсменів, і почали проводити перші міжнародні змагання.

## Конструкція
Тріальний велосипед має кілька важливих конструктивних особливостей, які відрізняють його від звичайного гірського або міського велосипеда:
Малі колесаЗазвичай використовуються колеса діаметром 20 або 24 дюйми, що дозволяє зменшити висоту центру ваги та збільшити маневреність.
Безпедальність або спеціальні педаліНа тріальних велосипедах часто відсутні педалі для крутіння, замість них використовуються спеціальні стійки для ніг, що допомагає точніше контролювати велосипед під час виконання складних маневрів.
АмортизаціяТріальний велосипед оснащений амортизаторами на передньому та задньому колесах, що допомагає пом'якшити приземлення після стрибків або подолання перешкод.
Міцна та легка рамаРама триального велосипеда виготовлена з легких, але міцних матеріалів (як правило, алюмінієвих сплавів або титану), що забезпечує стійкість до ударів і довговічність.
МінімалізмУ конструкції велосипеда мінімальна кількість додаткових елементів, що дозволяє спортсмену зосередитися на маневруванні і контролі за велосипедом.

## Використання
Тріальні велосипеди використовуються для участі у змаганнях, де спортсменам необхідно долати складні маршрути з різними перешкодами. Учасники виконують різноманітні трюки, стрибки, об'їжджають камені, дерев'яні пні, бетонні блоки та інші бар'єри, при цьому намагаються не торкатися землі і не впасти з велосипеда. Від точності та техніки виконання залежить результат у змаганнях.

## Змагання
Змагання з тріалу проходять на спеціальних трасах, які складаються з кількох секторів з різними рівнями складності. Існують міжнародні турніри та чемпіонати, які проводяться під егідою Міжнародного союзу велосипедистів (UCI). Спортсмени змагаються як у індивідуальних, так і командних заліках.

## Популярність
Тріал-байк є популярним серед молодих людей, які захоплюються екстремальними видами спорту. Крім того, цей вид спорту сприяє розвитку фізичної підготовки, координації та гнучкості, оскільки вимагає від спортсмена великої витривалості та спритності.